# Теранга (газове родовище)
Теранга — офшорне газове родовище в Атлантичному океані біля узбережжя Сенегалу. Належить до нафтогазоносного басейну річки Сенегал.

## Опис
Розташоване у розвідувальному блоці Cayar Offshore Profond, розвідку на якому здійснює консорціум під операторством зареєстрованої у Техасі компанії Kosmos Energy. Виявлене у травні 2016 року при бурінні свердловини Teranga-1, спорудженої у 65 км на північний захід від Дакару в районі з глибиною океану 1800 метрів. Довжина свердловини склала 4485 метрів від рівня дна. Teranga-1 відкрила газовий поклад з гарними характеристиками резервуара завтовшки 31 метр, в породах нижнього сеноману (крейдовий період).
Станом на 2017 рік знаходилось на етапі дорозвідки, тому надійна інформація про його запаси з'явиться пізніше. Втім можливо відзначити, що результати розпочатої у середині 2010-х років розвідки біля узбережжя Мавританії та Сенегалу дають вельми обнадійливі результати (родовища Західне Тортуа, Марсуін).